# 毛果酸藤子
毛果酸藤子（学名：Embelia henryi）为紫金牛科酸藤子属下的一个种。

## 扩展阅读
- 維基物種上的相關：毛果酸藤子